# Welcome to the Pleasuredome
Welcome to the Pleasuredome is het debuutalbum van de Engelse synthpopband Frankie Goes to Hollywood. Het album is op 29 oktober 1984 uitgebracht door ZTT Records als een vinyl dubbelalbum. Omdat het in de voorverkopen al meer dan een miljoen keer verkocht was, kwam het album in haar eerste week op nummer 1 binnen in de Britse hitparade. Het album haalde ook de top 10 in landen grote delen van Europa, Australië en Nieuw-Zeeland.
Hoewel het album commercieel succesvol was, was er kritiek omdat het album nieuwe versies bevatte van de nummers van de singles van de groep uit hetzelfde jaar ("Relax", "Two Tribes", en B-kant "War"). Daarnaast bevat het album een aantal covers. De hoeveelheid echt nieuw materiaal op dit album was dus beperkt.
Later werd onthuld dat producent Trevor Horn de plaat zo grondig domineerde dat de eigen instrumentale optredens van de band vaak werden vervangen door sessiemuzikanten of door Horn zelf. Om die reden heeft de band besloten dat op haar tweede album, Liverpool, alleen de eigen bandleden te horen mochten zijn.
De ballad "The Power of Love" van het album bezorgde de groep hun derde opeenvolgende Britse nummer 1-single.

## Tracklijst

### Originele uitgave
Alle nummers zijn geschreven en gecomponeerd door Peter Gill, Holly Johnson, Brian Nash en Mark O'Toole, tenzij anders vermeld.
| Nr. | Titel                                                   | Schrijver(s)                             | Duur  |
| --- | ------------------------------------------------------- | ---------------------------------------- | ----- |
| 1.  | The World Is My Oyster (Including Well, Snatch of Fury) | Frankie Goes to Hollywood, Andy Richards | 1:57  |
| 2.  | Welcome to the Pleasuredome                             |                                          | 13:40 |

| Nr. | Titel                                      | Schrijver(s)                     | Duur |
| --- | ------------------------------------------ | -------------------------------- | ---- |
| 3.  | Relax (Come Fighting)                      |                                  | 3:56 |
| 4.  | War (...and Hide)                          | Barrett Strong, Norman Whitfield | 6:12 |
| 5.  | Two Tribes (For the Victims of Ravishment) |                                  | 3:23 |
| 6.  | (Tag) (unlisted track)                     |                                  | 0:35 |

| Nr. | Titel                     | Schrijver(s)              | Duur |
| --- | ------------------------- | ------------------------- | ---- |
| 7.  | Ferry (Go)                | Gerry Marsden             | 1:49 |
| 8.  | Born to Run               | Bruce Springsteen         | 3:56 |
| 9.  | San Jose (The Way)        | Burt Bacharach, Hal David | 3:09 |
| 10. | Wish (The Lads Were Here) |                           | 2:48 |
| 11. | The Ballad of 32          |                           | 4:47 |

| 12.                | Krisco Kisses           |  | 2:57 |
| 13.                | Black Night White Light |  | 4:05 |
| 14.                | The Only Star in Heaven |  | 4:16 |
| 15.                | The Power of Love       |  | 5:28 |
| 16.                | ...Bang                 |  | 1:08 |
| Totale duur: 64:00 |                         |  |      |

### Heruitgaven

#### Originele cd-versie
De originele cd-versie had een gewijzigde tracklijst, met verschillende nummers in verschillende versies (met name "Two Tribes"), en de coverversie van "Do You Know the Way to San Jose" weggelaten en vervangen door de track " Happy Hi!"
1. "The World Is My Oyster/Snatch of Fury" – 1:57
2. "Welcome to the Pleasuredome" – 13:38
3. "Relax (Come Fighting)" – 3:56
4. "War (...and Hide)" – 6:12
5. "Two Tribes (For the Victims of Ravishment) – 9:07
6. "The Last Voice" – 1:14
7. "Born to Run" – 4:06
8. "Happy Hi!" – 4:12
9. "Wish (The Lads Were Here)" – 2:48
10. "The Ballad of 32" – 4:47
11. "Krisco Kisses" – 2:57
12. "Black Night White Light" – 4:05
13. "The Only Star in Heaven" – 4:16
14. "The Power of Love" – 5:28
15. "Bang" – 1:08

#### 2010 deluxe-uitgave
In 2010 werd een luxe editie van Welcome to the Pleasuredome uitgebracht ter ere van het 25-jarig bestaan van het album. Dit album bevat een bonus-cd met extra opnamen. De tracklist van de eerste cd is hetzelfde als de originele uitgaven, die van de tweede cd is als volgt:
1. "Relax (Greatest Bits)" – 16:59
2. "One September Monday" – 4:49
3. "The Power of Love" (12-inch version) – 9:30
4. "Disneyland" – 3:07
5. "Two Tribes (Between Rulers and Ruling)" – 4:10
6. "War (Between Hiding and Hidden)" – 4:00
7. "Welcome to the Pleasuredome (Cut Rough)" – 5:40
8. "One February Friday" – 5:00
9. "The Ballad of 32" (mix 2) – 11:03
10. "Who Then Devised the Torment?" – 0:16
11. "Relax" (Greek Disco mix) – 6:18
12. "Watusi Love Juicy" – 4:03
13. "The Last Voice" – 1:14

## Personeel
Frankie goes to Hollywood
- Holly Johnson - zang
- Paul Rutherford - achtergrondzang
- Brian Nash – gitaar
- Mark O'Toole - basgitaar
- Peter Gill - drums

Extra personeel
- JJ Jeczalik - toetsenborden, software
- Andrew Richards - toetsenborden
- Luís Jardim – percussie
- Anne Dudley - keyboards, strijkersarrangement op "The Power of Love"
- Stephen Lipson – gitaar
- Steve Howe - akoestische gitaar (op "Welcome to the Pleasuredome")
- Trevor Horn - achtergrondzang, basgitaar